# Mia sorella Sam
Mia sorella Sam (My Sister Sam) è una serie televisiva statunitense in 44 episodi di cui 32 trasmessi per la prima volta nel corso di 2 stagioni dal 1986 al 1988
È una situation comedy incentrata sulle vicende di una fotografa di San Francisco di nome Sam Russell (Pam Dawber), la cui vita viene stravolta quando sua sorella adolescente Patti (interpretata da Rebecca Schaeffer, attrice assassinata da un fan il 18 luglio 1989) viene a vivere con lei. La serie debuttò nel 1986. Una volta raggiunto il successo il lunedì sera, la CBS cambiò la programmazione e la trasferì al sabato sera in concorrenza con le sitcom di successo della NBC. Il pubblico si ridusse sostanzialmente e la serie fu cancellata a metà della seconda stagione, nel 1988.

## Personaggi e interpreti
- Samantha 'Sam' Russell (44 episodi, 1986-1988), interpretata da Pam Dawber.
- Patti Russell (44 episodi, 1986-1988), interpretata da Rebecca Schaeffer.
- Dixie Randazzo (44 episodi, 1986-1988), interpretata da Jenny O'Hara.
- J.D. Lucas (44 episodi, 1986-1988), interpretato da Joel Brooks.
- Jack Kincaid (44 episodi, 1986-1988), interpretato da David Naughton.

### Guest star
Tra le guest star: Dean Cameron, Cezanne Trimble, Christine Healy, Jim Bentley, Kevin Blair, Patrick Breen, Ralph Bruneau, Nancy Lenehan, Dee Dee Rescher, Jacklyn Williams, Geoffrey Blake, John Lykes, Douglas Warhit, Stuart Fratkin, Jana Marie Hupp, Ariana Richards, Barbara Treutelaar, Richard Kind, Keith Allen, Concetta Tomei, Billie Bird, Mandy Ingber, Stan Ivar, Sherilyn Wolter, Amzie Strickland, Scott Bakula, Andrea Walters, Joseph Romeo, Steve Morris, Parker Jacobs.

## Produzione
La serie, ideata da Stephen Fischer, fu prodotta da Pony Productions e Warner Bros. Television e girata nel Columbia/Warner Bros. Ranch a Burbank in California. Le musiche furono composte da Steve Dorff che compose anche il tema musicale (intitolato Room Enough for Two e cantato da Kim Carnes) e che vinse il BMI Film & TV Award nel 1987.

### Registi
Tra i registi sono accreditati:
- Ellen Falcon in 20 episodi (1986-1987)
- Peter Bonerz in 11 episodi (1987-1988)
- Matthew Diamond in 2 episodi (1987)
- Barnet Kellman in 2 episodi (1987)
- Zane Buzby in 2 episodi (1988)
- James Gardner in 2 episodi (1988)
- Steve Zuckerman in 2 episodi (1988)

### Sceneggiatori
Tra gli sceneggiatori sono accreditati:
- Danny Jacobson in 8 episodi (1986-1988)
- Korby Siamis in 7 episodi (1986-1988)
- Diane English in 6 episodi (1986-1988)
- Tom Palmer in 6 episodi (1986-1988)
- Karyl Miller in 5 episodi (1986-1988)
- Lisa Albert in 3 episodi (1986-1987)
- Gary Murphy in 2 episodi (1986-1987)
- Ramona Schindelheim in 2 episodi (1986-1987)
- Larry Strawther in 2 episodi (1986-1987)
- Dennis Danzinger in 2 episodi (1987)
- Ellen Sandler in 2 episodi (1987)
- Stephen Fischer in un episodio (1987)

## Distribuzione
La serie fu trasmessa negli Stati Uniti dal 6 ottobre 1986 al 12 aprile 1988 sulla rete televisiva CBS. In Italia è stata trasmessa con il titolo Mia sorella Sam.
Alcune delle uscite internazionali sono state:
- negli Stati Uniti il 6 ottobre 1986 (My Sister Sam)
- in Spagna (Mi hermana Sam)
- in Francia il 5 luglio 1988 (Sam suffit)
- in Italia (Mia sorella Sam)

## Episodi
| Stagione         | Episodi | Prima TV USA | Prima TV Italia |
| ---------------- | ------- | ------------ | --------------- |
| Prima stagione   | 22      | 1986-1987    |                 |
| Seconda stagione | 22      | 1987-1988    |                 |